# Nacouz Services
Nacouz Services Limited, zuvor VR Automotive Limited und Virago Cars Limited, ist ein britisches Unternehmen im Bereich Automobile und ehemaliger Automobilhersteller.

## Unternehmensgeschichte
Das Unternehmen VR Automotive Limited wurde am 3. November 2004 in Solihull in der Grafschaft West Midlands gegründet. Andrew Nowson und David Musgrave Morris waren ab dem Folgetag die Direktoren. Am 2. November 2005 erfolgte die Umbenennung in Virago Cars Limited. Sie begannen mit der Produktion von Automobilen. Der Markenname lautete Virago. Vom 3. Juni 2008 bis zum 10. September 2010 war der Unternehmenssitz in Coventry. Glenn Kirkham ist seit 3. Oktober 2009 ebenfalls Direktor. Musgrave Morris gab seinen Direktorenposten am 1. Dezember 2009 auf. Seit dem 24. Mai 2011 firmiert das Unternehmen als Nacouz Services Limited.
Die Automobilproduktion lief je nach Quelle von 2005 bis 2010 oder von 2007 bis 2009.

## Fahrzeuge
Das einzige Modell war der GTR, Nachfolger des Phantom GTR von Phantom Automotive Limited. Dies war ein Coupé mit Mittelmotor. Die Basis bildete ein Spaceframe-Rahmen. Im Heck befand sich eine De-Dion-Hinterachse. Vortex Automotive, eine Umbenennung von Phantom Automotive Limited, setzt die Produktion seit 2010 fort.
Insgesamt stellten die drei Unternehmen zusammen bisher etwa 30 Exemplare her.